# Linea Tranviaria Rapida
La Linea Tranviaria Rapida (LTR) era un'infrastruttura progettata negli anni ottanta per l'integrazione della rete tranviaria di Napoli mediante la costruzione di una tratta sotterranea.
Il progetto, realizzato solo in parte, fu successivamente convertito nella linea 6 della metropolitana, inaugurata nel 2007.

## Storia
Il progetto originario nacque nel 1979 quale tentativo di rilanciare ciò che restava della rete tranviaria napoletana, fortemente ridimensionata nel secondo dopoguerra, di lì a poco orfana della tratta per Barra-Borrelli a causa del terremoto dell'Irpinia del 1980 e penalizzata dalla promiscuità con il traffico automobilistico. Nel 1981 venne presentato il progetto di massima per una "Linea Tranviaria Rapida", consistente nella realizzazione di sedi riservate e tratte sotterranee, così da aumentare la velocità commerciale del servizio.
Nonostante si prevedesse di iniziare i lavori di costruzione nel 1982 e di completarli in 5 anni, la mancanza di finanziamenti portò a un rinvio dell'opera; nel 1984 si propose di iniziare con la costruzione della sola tratta centrale, la galleria da piazza Municipio a piazza Vittoria, ma anche tale opera, che avrebbe consentito di abbandonare la tratta più congestionata dell'esistente rete tranviaria, non venne finanziata.
La progettazione esecutiva e la realizzazione dell'intera opera furono affidate nel 1986 all'Ansaldo, la realizzazione era prevista suddividendo l'opera in lotti da finanziare in base alla disponibilità delle risorse. La programmazione dei mondiali di calcio del 1990 consentì di disporre delle risorse economiche necessarie a costruire la tratta occidentale, totalmente in galleria, da Piedigrotta (in corrispondenza con la stazione Mergellina) a viale Augusto, con la fermata intermedia di Lala, consentendo nei piani di allora un rapido accesso allo stadio San Paolo, tratta che venne cantierizzata.

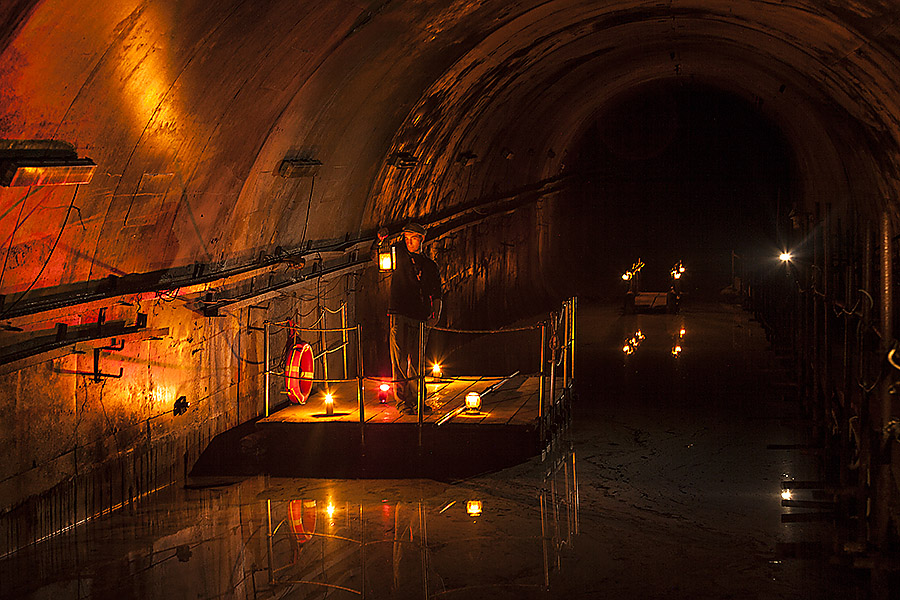
Tunnel allagato della LTR nel complesso della galleria borbonica (2017)

Paradossalmente, l'avvio dei cantieri causò la soppressione del percorso tranviario interno di Fuorigrotta sulla direttrice via Cumana-via Lepanto-via Giambattista Marino, penalizzando fortemente l'infrastruttura tranviaria che si era inteso potenziare. La tratta venne costruita rapidamente, e nel maggio 1990 iniziò il preesercizio con 6 elettromotrici, a cui tuttavia non seguì mai l'esercizio regolare: il previsto avvio del servizio fu impedito dalla mancata autorizzazione da parte dell'USTIF, che ravvisò l'assenza di alcuni requisiti di sicurezza. Nello stesso periodo la talpa meccanica che avrebbe dovuto scavare la galleria tra le stazioni Piedigrotta e Torretta, si impantanò nel sottosuolo di via Piedigrotta, in una cavità limacciosa non emersa durante i rilievi preliminari.
Particolare rimarchevole considerate le finalità dei finanziamenti, la fermata di piazzale Tecchio, presso lo stadio, non venne costruita per non penalizzare la viabilità della zona.
Nell'aprile 1994 l'Amministrazione comunale avanzò richiesta di finanziamento ai competenti ministeri per la realizzazione in sotterranea della linea fino alla fermata Torretta, dove sarebbe dovuto avvenire l'interscambio con la linea tranviaria in superficie.
Nel 1997, con il nuovo Piano Comunale dei Trasporti, il progetto fu definitivamente abbandonato: la tratta già costruita fu inclusa nel progetto di una nuova linea di metropolitana leggera, totalmente sotterranea, inaugurata nel 2007 come linea 6.

## Caratteristiche
| Unknown route-map component "utKACCa" |

| Unknown route-map component "utHSTACC" |

| Unknown route-map component "utHSTACC" |

| Unknown route-map component "utHSTACC" |

| Urban tunnel unused stop on in-use track |

| Unknown route-map component "utSTR+l" | Unknown route-map component "uexLSTRa" + Unknown route-map component "utSTRr" |  |

| Unknown route-map component "utHSTACC" | Unknown route-map component "uexLSTR" + Unknown route-map component "ltSTRe" |  |

| Urban tunnel straight track | Unknown route-map component "uexLHST" |  |

| Unknown route-map component "utHSTACC" | Unknown route-map component "uexLHST" |  |

| Urban tunnel straight track | Unknown route-map component "uexLHST" |  |

| Urban tunnel straight track | Unknown route-map component "uexLSTR" + Unknown route-map component "ltSTRa" |  |

| Unknown route-map component "utHSTACC" | Unknown route-map component "uexLHST" |  |

| Urban tunnel straight track | Unknown route-map component "uexLHST" |  |

| Unknown route-map component "utACC" | Unknown route-map component "uexLHST" |  |

| Unknown route-map component "utENDEe" | Unknown route-map component "uexLHST" |  |

| Unknown route-map component "uexLSTR" + Unknown route-map component "ltSTRe" |

| Unknown route-map component "uexLHST" |

| Unknown route-map component "uexLHST" |

| Unknown route-map component "uexLSTR" + Unknown route-map component "ltSTRa" |

| Unknown route-map component "uexLHST" |

| Unknown route-map component "uexLHST" |

| Unknown route-map component "uexLSTR" + Unknown route-map component "ltSTRe" |

| Unknown route-map component "uexLHST" |

| Unknown route-map component "uexLSTR" + Unknown route-map component "ltSTRa" |

| Unknown route-map component "uexLHST" |

| Unknown route-map component "uexLSTR" + Unknown route-map component "PORTALfg" |

| Unknown route-map component "uexLHST" |

| Unknown route-map component "uexLHST" |

| Unknown route-map component "uexLHST" |

| Unknown route-map component "uexLHST" |

| Unknown route-map component "uexLHST" |

| Unknown route-map component "uexLHST" |

| Unknown route-map component "uexLSTR+l" | Unknown route-map component "uexLABZlr" | Unknown route-map component "uexLSTR+r" |

| Unknown route-map component "uexLSTR" + Unknown route-map component "PORTALfg" |  | Unknown route-map component "uexLSTR" + Unknown route-map component "PORTALg" + Unknown route-map component "lhSTRa" |

| Unknown route-map component "uexLHST" |  | Unknown route-map component "uexLHST" + Unknown route-map component "lhSTR" |

| Unknown route-map component "uexLHST" |  | Unknown route-map component "uexLHST" + Unknown route-map component "lhSTR" |

| Unknown route-map component "uexLSTR" |  | Unknown route-map component "uexLSTR" + Unknown route-map component "lhSTRe" + Unknown route-map component "PORTALf" |

| Unknown route-map component "uexLHST" |  | Unknown route-map component "uexLHST" |

| Unknown route-map component "uexLHST" |  | Unknown route-map component "uexLHST" |

| Unknown route-map component "uexLHST" |  | Unknown route-map component "uexLHST" |

| Unknown route-map component "uexLSTRl" | Unknown route-map component "uexLSTRq" + Unknown route-map component "uexlBHF" | Unknown route-map component "uexLSTRr" |

Ipotizzata fin dall'origine a scartamento ordinario, per consentire l'interoperabilità con la preesistente rete tranviaria, la LTR fu progettata secondo le norme in vigore già all'epoca, che impongono il valore standard della tensione di alimentazione per questo tipo di infrastrutture a 750 V.
Il traffico sarebbe stato conseguentemente misto, con esercizio nel tratto sotterraneo assistito da segnalamento e incarrozzamento a raso da banchine sopraelevate e marcia a vista su sede stradale con servizio effettuato alle normali fermate tranviarie. La struttura sarebbe stata capace di garantire una punta oraria di traffico su tutto il percorso di 32000 viaggiatori/ora.

### Percorso
Secondo il progetto iniziale, la LTR avrebbe avuto 26 fermate, di cui 7 in galleria e 5 stazioni, di cui 3 in galleria; la linea avrebbe avuto una lunghezza complessiva di 17,428 km, dai quartieri occidentali (Fuorigrotta) a quelli orientali (Ponticelli).
Risultavano peraltro previste anche ulteriori espansioni, verso ovest in direzione di Soccavo, un anello nella zona di Ponticelli, e una diramazione verso piazza Garibaldi, per un totale di 35 fermate..

## Materiale rotabile
Per l'esercizio della LTR furono ordinate nel 1988 dodici elettromotrici articolate a due casse serie T67, da cui derivarono i treni Serie 10 (Firema T67A) per la metropolitana di Genova, costruiti nel medesimo periodo.
Lunghi 23,6 metri, tali rotabili subirono un'evoluzione progettuale che portò ad abbandonare alcune soluzioni inizialmente previste quali la presa di corrente ad asta e rotella e l'adozione di scalini retrattili per il servizio sulla rete di superficie.
Le prime sei elettromotrici calate nella galleria nell'asola tra largo Alessandro Lala e viale Augusto a maggio 1990, furono estratte nel 2005 per essere revampizzate in vista dell'immissione in servizio sulla linea 6. Le rimanenti unità corso di fornitura rimasero presso lo stabilimento del costruttore e non furono mai consegnate.